# ジャジャ馬くん
『ジャジャ馬くん』（ジャジャうまくん）は、関谷ひさしによる日本の野球漫画。『冒険王』（秋田書店）に1958年新年号から1963年12月号にかけて連載された。同時期に『おもしろブック』（集英社）に連載され人気を博していた野球漫画『くりくり投手』（貝塚ひろし）が魔球を登場させていたのと比べ、本作は魔球などが登場しない写実的な野球描写で人気となった。

## 概要
主人公のジャジャ馬くんは、不良ではあるが、関谷の絵柄もあって上品で知的に見える。画面全体も暗めで大人びたムードがあったことも同時期の他の野球漫画との違いに挙げられる。本作は人気を博し、『冒険王』の看板作品となった。
1959年には、ラジオ東京（現・TBSラジオ）で連続ラジオドラマとして放送された（主演は柴田耕太郎）。このラジオドラマには長嶋茂雄が出演したことでも知られる。
関谷の初の大ヒット作品であり、米沢嘉博は本作を「団塊の世代を読者とした少年マンガ誌における野球マンガの開始を告げた作品」と評している。
本作の連載終了後、老境になった本作の主人公がプロ野球球団の監督となる続編『ジャジャ馬球団』が1966年まで連載された。

## あらすじ
桜ヶ丘中学に転校してきた天馬竜平は学業優秀だが、ケンカ早く、教師陣も匙を投げる暴れん坊で、「ジャジャ馬」というあだ名だった。数学教師兼野球部監督として桜ヶ丘中学に赴任してきた川島は、かつては六大学野球の花形選手でプロ野球界からも期待されていたが、不慮の事故で片足を失っていた。素質を見抜いた川島は、天馬を野球部に誘い、天馬も義足でなお野球への熱意を失わない川島の説得に、野球部へ入部する。